# Исокадзэ (1940)
Исокадзэ (яп. 磯風 прибрежный бриз) — японский эсминец типа «Кагэро». В военно-исторической литературе распространено название Исокадзе. Двенадцатый по счёту из 19 эсминцев типа «Кагэро», построенных в 1937—1941 годах на японских верфях для Императорского флота Японии в рамках «Третьей программы расширения военно-морских вооружений» (мару сан кэйкаку).

## Предыстория
Эскадренные миноносцы типа «Кагеро» были внешне практически идентичны эсминцам типа «Асасио», но с улучшениями, сделанными японскими конструкторами. Они были разработаны, чтобы сопровождать японские главные силы и отражать нападения ВМС США в дневное и ночное время по мере продвижения через Тихий океан, в соответствии с японскими военно-морскими стратегическими прогнозами. Несмотря на то, что эсминцы типа «Кагеро» относились к одним из самых мощных кораблей своего класса в мире в момент их завершения, только один из 19 построенных выжил во время войны на Тихом океане.

## История
Заложен в 1938 году на верфи «Sasebo KK». Спущен 19 июня 1939 года, вошёл в строй 30 ноября 1940 года. Сражался в заливе Велья.
Был включён в 17-й дивизион эсминцев 1-го флота. Во время нападения на Пёрл-Харбор сопровождал ударные силы вице-адмирала Нагумо. 24 декабря 1941 года, по завершении операции прибыл в Военно-морской арсенал Куре. В январе 1942 года сопровождал японские авианосцы от Японии до островов Трук, а затем в Рабаул. Вернулся в Трук 27 января.
В начале феврале «Исокадзэ» участвовал в погоне за авианосцами США, после которой отправился в Палау. 19 февраля сопровождал авианосцы во время бомбардировки Дарвина, 25 февраля принял участие в операциях к югу от Явы. 5 марта «Исокадзэ» сопровождал авианосцы, наносящие воздушные удары по Чилачапу (Ява). 7 марта эскортировал линейные крейсера «Конго» и «Харуна» во время бомбардировки острова Рождества. В конце марта был назначен сопровождать авианосцы к готовящемуся рейду в Индийский океан. В апреле участвовал в нанесении воздушных ударов по Коломбо и Тринкомали. 10 апреля 17-й дивизион эсминцев включён в 10-ю эскадру эсминцев 1-го воздушного флота. 27 апреля прибыл в арсенал Куре для ремонта.
4—5 июня «Исокадзэ» принял участие в битве за Мидуэй, сопровождая ударные силы адмирала Нагумо. Участвовал в спасении членов экипажа потопленного авианосца «Сорю». 14 июля 10-я эскадра эсминцев была передана в состав 3-го флота. 8—15 августа сопровождал из Куре в Рабаул тяжёлый крейсер «Тёкай», а 22—23 августа вместе с ним совершил переход на остров Шортленд.
25 августа участвовал в битве у восточных Соломоновых островов. 10—11 сентября помогал эвакуировать войска с острова Гуденаф, получив незначительные повреждения во время воздушных атак противника. В октябре принял участие в патрулировании из Трука к северу от Соломоновых островов. 26 октября участвовал в битве у островов Санта-Крус, сопровождая передовые силы адмирала Абэ. 2—7 ноября эскортировал авианосец «Дзуйхо» и крейсер «Кумано» из Трука в Японию, затем оставшись там для ремонта.
15 января 1943 года, сопровождая войсковые транспорты на Гуадалканал, получил незначительные повреждения во время воздушных атак противника. В начале февраля участвовал в эвакуации японских войск с Гуадалканала, а затем с островов Рассела. 8 февраля потерял 10 членов экипажа в результате воздушной атаки американских сил. 9 февраля прибыл в Рабаул для ремонта. Летом сопровождал транспорты с войсками, в том числе во время эвакуации базы гидросамолётов в заливе Реката (остров Санта-Исабель). 22 июля участвовал в спасении выживших членов экипажа потопленного гидроавианосца «Ниссин». В ночь с 17 на 18 августа сражался у острова Велья-Лавелья близ местечка Хораниу. Противостоял американским эсминцам, получив незначительные повреждения из-за попадания 5-дюймового снаряда.
В конце сентября — начале октября участвовал в эвакуации войск из Коломбангары. 6—7 октября участвовал в бою у острова Велья-Лавелья.
19—20 июня 1944 года участвовал в битве в Филиппинском море, сопровождая силы адмирала Одзавы. Оказал помощь торпедированному авианосцу «Тайхо». 23—25 октября был участником битвы в заливе Лейте, сопровождая 2-й флот адмирала Куриты. 25 октября, во время сражения у острова Самар, принял участие в торпедной атаке на эскортные авианосцы американского флота и в потоплении эсминца USS Johnston.
15 ноября 17-й дивизион эсминцев был передан в состав 2-го флота. 16—24 ноября сопровождал линкоры «Ямато» и «Нагато», а также линейный крейсер «Конго» из Брунея в Куре. 21 ноября спас 91 выжившего члена экипажа «Конго», торпедированного американской подводной лодкой USS Sealion.
В январе-марте 1945 года проходил обучение во Внутреннем море. 6—7 апреля сопровождал линкор «Ямато» в его последнем походе из Внутреннего моря к Окинаве. 7 апреля в результате атак американской авиации получил серьёзные повреждения. Затоплен огнём с эсминца «Юкикадзэ» в 150 милях к юго-западу от Нагасаки в точке 30°27′36″ с. ш. 128°55′12″ в. д.. Погибло 20 членов экипажа и 54 были ранены; выжившие 285 человек, включая лейтенанта-коммандера Маэду и командира 17-го дивизиона эсминцев капитан Синтани Киити, были спасены эсминцем «Юкикадзэ». Удалён из списков флота 25 мая 1945 года.